# Imminence
Imminence es una banda sueca de Metalcore formada en Malmö y Trelleborg en 2009. El grupo está formado por el vocalista Eddie Berg, el guitarrista rítmico Harald Barrett, el guitarrista principal Alex Arnoldsson, el bajista Christian Höijer y el baterista Peter Hanström.

## Historia

### Formation y EPs (2009-2013)
La banda fue fundada en 2009 por Harald Barrett, y poco después se unió el cantante Eddie Berg. Decidieron el nombre Imminence en 2010. En 2012, Alex Arnoldsson y Peter Hanström se unieron a la banda.
En 2012, lanzaron su EP debut, Born of Sirius, que fue bien recibido por fans y críticos. Ese año, también fueron seleccionados para tocar en el Metaltown Festival, uno de los festivales de música más grandes de Suecia.

### I,This Is GoodbyeyTurn the Light On(2014-2020)
En 2013, Imminence firmó un contrato con We Are Triumphant Records, un subsello de la compañía discográfica Victory Records, con sede en Chicago, donde lanzaron su segundo EP, Return for Helios, junto con el sencillo "Wine & Water". En 2014, lanzaron su álbum debut, I, que estuvo acompañado de una serie de vídeos musicales filmados por el cantante Eddie Berg.
En 2015, firmaron con Arising Empire y lanzaron el sencillo "The Sickness", que se ha descrito como un sencillo revolucionario para la banda.
La banda lanzó This Is Goodbye en 2017, donde experimentaron con un estilo diferente, que se ha descrito como rock alternativo y pop rock.
En 2019, la banda regresó a su sonido más duro con gran éxito y lanzó Turn the Light On, un álbum que, según la banda, "define su sonido". A este le siguió una versión acústica del álbum al año siguiente.

### Heaven in Hiding(2021-2023)
La banda lanzó el sencillo "Temptation" el 23 de abril de 2021. Tras el éxito de este sencillo, la banda anunció una gira europea para el año siguiente. En septiembre de 2021, la banda anunció el lanzamiento de su cuarto álbum de estudio Heaven in Hiding el 26 de noviembre de 2021. El álbum, que la banda describió como "un nuevo descenso a la oscuridad en comparación con álbumes anteriores", tuvo una excelente acogida y fue comparado con bandas como Architects.
En febrero de 2023, la banda lanzó el sencillo "Jaded" y anunció el lanzamiento de una edición de lujo del álbum. Esta edición de lujo, lanzada el 3 de marzo de 2023, incluye nuevos sencillos, así como grabaciones en vivo y acústicas.

### The Black(2023-presente)
En junio de 2023, la banda lanzó los sencillos "Come Hell or High Water" y "Desolation". En agosto, "Heaven Shall Burn" y en noviembre, "Death by a Thousand Cuts". Tras el lanzamiento del siguiente sencillo, "Continuum", en febrero de 2024, la banda anunció que su quinto álbum de estudio se titularía The Black. El álbum fue autoeditado por la banda el 12 de abril de 2024, y también se anunció una gira europea ese mismo año. Durante esta gira, la banda anunció una gira por Norteamérica al año siguiente.
Una regrabación para celebrar el décimo aniversario de su álbum debut, "I", titulada "The Reclamation of I", se lanzó el 20 de diciembre de 2024.
Antes de su gira norteamericana, la banda lanzó los sencillos "Death Shall Have No Dominion" y "God Fearing Man", y anunció que se lanzarían en una edición extendida de "The Black", titulada "The Return of the Black", que se lanzó el 7 de marzo de 2025 e incluyó regrabaciones y la participación de varios artistas.

## Estilo musical e influencias
El estilo de Imminence se ha descrito como metalcore, metal sinfónico, metalcore atmosférico, metalcore progresivo, rock alternativo, post-hardcore, y «violincore».
La banda ha incluido influencias como In Flames, Linkin Park, August Burns Red, Bon Iver y Sigur Rós.

## Miembros
Miembros actuales
- Eddie Berg - voz, violín (2009–presente)
- Harald Barret – guitarra líder, voz (2009–presente)
- Alex Arnoldsson - guitarra rítmica (2009–2015, 2019–presente)
- Christian Höijer - bajo (2018–presente)
- Peter Hanström - batería (2009–presente)

Miembros anteriores
- Fredrik Rosdahl - bajo (2009–2014)
- Max Holmberg - bajo (2015–2018)

## Discografía
Álbumes
- 2014: I
- 2017: This Is Goodbye
- 2019: Turn the Light On
- 2021: Heaven in Hiding
- 2024: The Black
- 2025: The Return Of The Black

EPs
● 2010: Ascendance
- 2012: Born Of Sirius
- 2013: Return to Helios
- 2015: Mark on My Soul
- 2019: Acoustic Versions

Sencillos
- 2013: Wine & Water
- 2015: Mark on My Soul
- 2015: The Sickness
- 2016: Can We Give It All
- 2018: Paralyzed
- 2019: Infectious
- 2019: "Saturated Soul"
- 2019: "Lighthouse"
- 2020: "To the Light"
- 2021: "Temptation"
- 2021: "Heaven in Hiding"
- 2021: "Ghost"
- 2021: "Chasing Shadows"
- 2021: "Alleviate"
- 2022: "Tentación"
- 2022: "Heaven in Hiding" (acústico)
- 2022: "Alleviate" (acústico)
- 2022: "Ghost" (acústico)
- 2023: "Jaded"
- 2023: "Come Hell or High Water"
- 2023: "Desolation"
- 2023: "Heaven Shall Burn"
- 2023: "Death by a Thousand Cuts"
- 2024: "Continuum"
- 2024: "The Black"
- 2025: "Death Shall Have No Dominion"
- 2025: "God Fearing Man"

## Videografía
| Fecha | Nombre                       | Álbum de estudio  |
| ----- | ---------------------------- | ----------------- |
| 2012  | The Devourer                 | Born Of Sirius    |
| 2013  | Wine & Water                 | Return to Helios  |
| 2013  | Snakes & Ladders             | Return to Helios  |
| 2013  | Mors Certa                   | Return to Helios  |
| 2014  | Hora Incerta                 | Return to Helios  |
| 2014  | 86                           | I                 |
| 2014  | The Seventh Seal             | I                 |
| 2015  | Wine & Water (acoustic)      | [singles]         |
| 2015  | A Mark On My Soul            | [singles]         |
| 2015  | The Sickness                 | [singles]         |
| 2016  | Can We Give It All           | [singles]         |
| 2017  | This is Goodbye              | This is Goodbye   |
| 2017  | Diamonds                     | This is Goodbye   |
| 2017  | Broken Love                  | This is Goodbye   |
| 2017  | Up                           | This is Goodbye   |
| 2018  | This is Goodbye (acoustic)   | This is Goodbye   |
| 2018  | Paralyzed                    | Turn the Light On |
| 2019  | Infectious                   | Turn the Light On |
| 2019  | Saturated Soul               | Turn the Light On |
| 2019  | Lighthouse                   | Turn the Light On |
| 2019  | Erase                        | Turn the Light On |
| 2019  | Saturated Soul (Acoustic)    | Crawling          |
| 2019  | Crawling (Linkin Park Cover) | Crawling          |